# Rime diverse in lingua genovese
L'antologia delle Rime diverse in lingua genovese (Rime diverse in lengua zeneise) è una raccolta di poesie in lingua genovese che raccoglie le opere di vari autori liguri del XVI secolo.

## Storia
L'opera fu realizzata per volontà di Cristoforo Zabata, poeta ed editore nativo di Moneglia, e venne stampata per la prima volta nel 1575 a Genova presso la tipografia Bellone. Della prima edizione però non sono pervenute copie e, sono conservate solo le edizioni stampate a partire dal 1583 a Pavia presso la tipografia del Bartoli. Le edizioni curate dallo Zabata furono sei: 1575, 1583, 1588, 1593, 1595 e 1612. Le varie edizioni si arricchirono mano a mano di nuovi autori ed anche di alcuni scritti e dedicatorie in prosa.
I principali poeti contenuti nell'antologia sono Paolo Foglietta, presente sin dalla prima versione ed autore cardine dell'opera, Zabata stesso, Barnaba Cigala Casero, Benedetto Schenone, Vincenzo Dartonna, Giuliano Rossi e Bernardo Castelletto.